# Rumaila

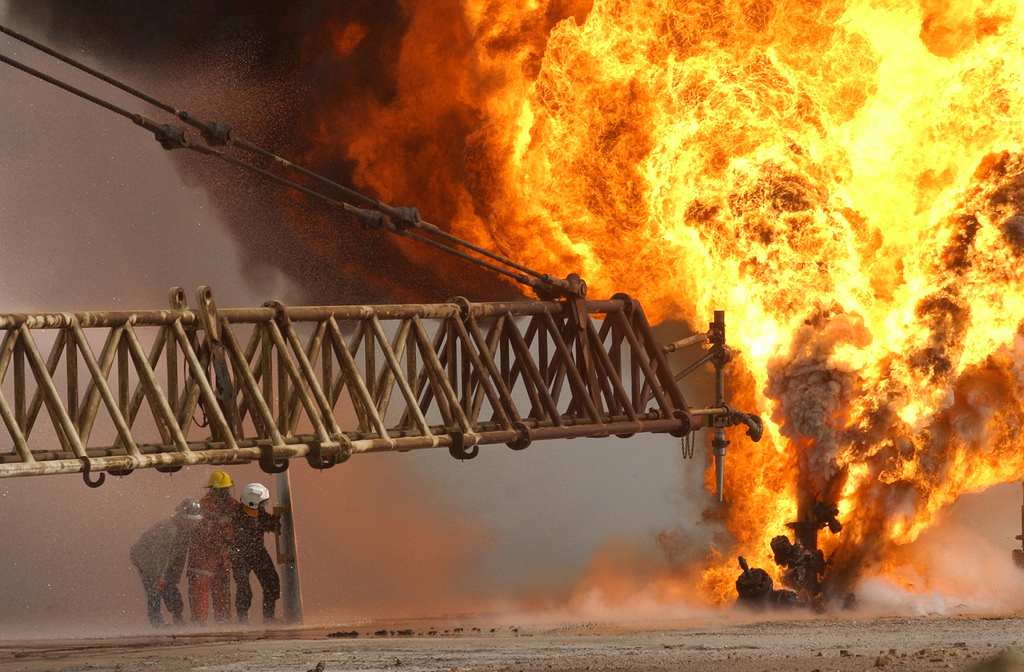
Brennendes Bohrloch im Erdölfeld Rumaila (2003)

Rumaila ist ein 1953 entdecktes Erdölfeld im Gouvernement Basra im Süden des Irak.
Streitigkeiten zwischen der Regierung von Kuwait und Irak waren eine der Ursachen für den Ausbruch des Zweiten Golfkriegs, da die irakische Regierung Kuwait vorwarf mit horizontalen Bohrungen das Erdölfeld anzuzapfen.
Rumaila gehört zu den weltweit größten Erdölfeldern. Gegenwärtig wird das Erdölfeld von der britischen BP (47,6 %) gemeinsam mit der chinesischen China National Petroleum Corporation (46,4 %), sowie dem irakischen Staatsunternehmen State Oil Marketing Organization (SOMO) (6 %) ausgebeutet.
2009 lag die Produktionsrate bei 1,1 Mio. Barrel pro Tag (bpd), welche bis September 2016 auf 1,4 Mio. bpd gesteigert wurde.